# Football Club Copenhague
Maillots
Actualités
Le Football Club Copenhague (en danois : Football Club København), est un club danois de football basé à Copenhague.
Fondé en 1992 à la suite de la fusion des deux équipes historiques du Kjøbenhavns Boldklub et du Boldklubben 1903, le FC Copenhague remporte son premier titre de champion dès sa première saison en 1993 avant de connaître une période de creux durant le reste des années 1990. Il s'impose réellement comme l'équipe dominante du football danois à partir du début des années 2000, ayant depuis remporté pas moins de seize titres de champion et dix coupes du Danemark. Il entretient par ailleurs une forte rivalité avec le Brøndby IF dans le cadre du New Firm, aussi appelé Derby de Copenhague, qui est l'un des derbys majeurs du football scandinave.
Le FCK se fait également remarquer au niveau européen en prenant régulièrement part aux phases de groupes de Ligue des champions et de Ligue Europa depuis 2006, atteignant notamment les huitièmes de finale de la Ligue des champions en 2010-2011.
Il évolue depuis sa fondation au Parken Stadium, d'une capacité de 38 065 places. Ses couleurs principales sont le blanc et le bleu.

## Histoire
Le FC Copenhague est fondé le 1er juillet 1992 lors de la fusion des équipes premières des deux clubs copenhaguois du Kjøbenhavns Boldklub (fondé en 1876) et du Boldklubben 1903 (fondé en 1903), ceux-ci connaissant à cette période de nombreuses difficultés, qu'elles soient sportives ou économiques. La nouvelle équipe récupère alors la licence de première division du Boldklubben 1903 tandis que le Kjøbenhavns Boldklub en devient l'équipe réserve. Un autre facteur ayant encouragé cette fusion est la construction du nouveau Parken Stadium, stade national de l'équipe nationale danoise d'une capacité de 38 000 places, dont l'inauguration au mois de septembre 1992 permet au FCK de commencer son histoire dans une enceinte moderne et de très haut niveau. Les principaux objectifs de l'équipe sont alors de s'installer sur le podium du championnat danois et de s'imposer comme un des principaux représentants du Danemark dans les compétitions européennes de l'UEFA. Le premier entraîneur de ce nouveau club est Benny Johansen.
Héritant de la place en Coupe UEFA 1992-1993 du Boldklubben 1903 qui avait fini deuxième du championnat la saison précédente, le FCK dispute sa première compétition dès l'été 1992, battant l'équipe finlandaise du MP Mikkeli au premier tour avant d'être lourdement éliminé par l'AJ Auxerre au deuxième tour. Par la suite, il domine le championnat danois dès sa première saison. Il découvre ainsi la Ligue des champions à l'été 1993, atteignant le deuxième tour avant d'être éliminé par le Milan AC, futur vainqueur de la compétition. Il échoue par la suite à conserver son titre lors de l'exercice 1993-1994 en terminant deuxième derrière le Silkeborg IF à la suite d'une défaite lors de la dernière journée contre l'OB Odense.
Le FCK et entame par la suite une période de résultats mitigés en championnat durant le reste des années 1990, se classant au milieu de classement sauf en 1998 où il termine troisième. Il parvient tout de même à garnir son palmarès en remportant la Coupe du Danemark en 1995 et 1997. Copenhague remporte finalement son deuxième titre lors de la saison 2000-2001 et entame à partir de là une période dorée qui s'étale sur toute la durée des années 2000 et 2010 et qui le voit remporter le championnat à douze reprises entre 2001 et 2019 ainsi que six coupes nationales durant cette même période, dont trois fois d'affilée entre 2015 et 2017. Il n'échoue alors qu'une seule fois à atteindre le podium lors de la saison 2017-2018 qui le voit finir quatrième.
En parallèle de ses performances au niveau national, le FC Copenhague devient très vite une figure récurrente des compétitions européennes, que ce soit en Ligue des champions ou en Coupe UEFA (qui devient la Ligue Europa en 2009). Il se qualifie ainsi pour la première fois en phase de groupes de la C1 lors de la saison 2006-2007 après avoir notamment battu l'Ajax Amsterdam lors de la phase qualificative. Il devient par la suite un habitué de ces phases de poules et atteint notamment les huitièmes de finale de la Ligue des champions lors de l'exercice 2010-2011, devenant l'unique équipe danoise à réaliser cette performance, bien qu'étant par la suite éliminé par Chelsea. Le FCK se qualifie également pour les huitièmes de finale de la Ligue Europa en 2016-2017 avant d'être battu par l'Ajax Amsterdam, futur finaliste.

## Résultats sportifs

### Palmarès
| Compétitions nationales | Compétitions internationales                                     |
| - Championnat du Danemark (16) (record) : - Champion : 1993, 2001, 2003, 2004, 2006, 2007, 2009, 2010, 2011, 2013, 2016, 2017, 2019, 2022, 2023 et 2025 - Vice-champion : 1994, 2002, 2005, 2012, 2014, 2015 et 2020 - Coupe du Danemark (10) (record) : - Vainqueur : 1995, 1997, 2004, 2009, 2012, 2015, 2016, 2017, 2023 et 2025 - Finaliste : 1992, 1998, 2002, 2007 et 2014 - Supercoupe du Danemark (3) : - Vainqueur : 1995, 2001, 2004 | - Royal League (2) : - Vainqueur : 2005, 2006 - Finaliste : 2007 |

### Bilan par saison
Légende
- Vainqueur de la compétition.
- Vice-champion ou finaliste de la compétition.
- Troisième de la compétition.

| Saison    | Championnat | Championnat | Coupe du Danemark | Autres            | Résultat  | Coupes d'Europe | Coupes d'Europe                      |
| Saison    | Division    | Compétition | Coupe du Danemark | Autres            | Résultat  | Résultat        |                                      |
| --------- | ----------- | ----------- | ----------------- | ----------------- | --------- | --------------- | ------------------------------------ |
| 1992-1993 | Superligaen | 1er         | Demi-finales      | -                 | -         | C3              | Seizièmes de finale                  |
| 1993-1994 | Superligaen | 2e          | Cinquième tour    | -                 | -         | C1              | Deuxième tour                        |
| 1994-1995 | Superligaen | 6e          | Vainqueur         | -                 | -         | C3              | Premier tour                         |
| 1995-1996 | Superligaen | 7e          | Cinquième tour    | Supercoupe        | Vainqueur | C2              | Premier tour                         |
| 1996-1997 | Superligaen | 8e          | Vainqueur         | Coupe de la Ligue | Vainqueur | CI              | Phase de groupes                     |
| 1997-1998 | Superligaen | 3e          | Finale            | Supercoupe        | Finale    | C2              | Deuxième tour                        |
| 1998-1999 | Superligaen | 7e          | Quarts de finale  | Supercoupe        | Finale    | C2              | Deuxième tour                        |
| 1999-2000 | Superligaen | 8e          | Quarts de finale  | -                 | -         | CI              | Deuxième tour                        |
| 2000-2001 | Superligaen | 1er         | Cinquième tour    | -                 | -         | -               | -                                    |
| 2001-2002 | Superligaen | 2e          | Finale            | Supercoupe        | Vainqueur | C1 C3           | Troisième tour Q Troisième tour      |
| 2002-2003 | Superligaen | 1er         | Quarts de finale  | -                 | -         | C3              | Premier tour                         |
| 2003-2004 | Superligaen | 1er         | Vainqueur         | Supercoupe        | Finale    | C1 C3           | Troisième tour Q Deuxième tour       |
| 2004-2005 | Superligaen | 2e          | Demi-finales      | Supercoupe        | Vainqueur | C1              | Deuxième tour                        |
| 2005-2006 | Superligaen | 1er         | Quarts de finale  | Coupe de la Ligue | Finale    | C3              | Premier tour                         |
| 2006-2007 | Superligaen | 1er         | Finale            | Coupe de la Ligue | Finale    | C1              | Phase de groupes                     |
| 2007-2008 | Superligaen | 3e          | Demi-finales      | -                 | -         | C1 C3           | Troisième tour Q Phase de groupes    |
| 2008-2009 | Superligaen | 1er         | Vainqueur         | -                 | -         | C3              | Seizièmes de finale                  |
| 2009-2010 | Superligaen | 1er         | Quatrième tour    | -                 | -         | C1 C3           | Barrages Q Seizièmes de finale       |
| 2010-2011 | Superligaen | 1er         | Quatrième tour    | -                 | -         | C1              | Huitièmes de finale                  |
| 2011-2012 | Superligaen | 2e          | Vainqueur         | -                 | -         | C1 C3           | Barrages Q Phase de groupes          |
| 2012-2013 | Superligaen | 1er         | Quarts de finale  | -                 | -         | C1 C3           | Barrages Q Phase de groupes          |
| 2013-2014 | Superligaen | 2e          | Finale            | -                 | -         | C1              | Phase de groupes                     |
| 2014-2015 | Superligaen | 2e          | Vainqueur         | -                 | -         | C1 C3           | Barrages Q Phase de groupes          |
| 2015-2016 | Superligaen | 1er         | Vainqueur         | -                 | -         | C3              | Deuxième tour                        |
| 2016-2017 | Superligaen | 1er         | Vainqueur         | -                 | -         | C1 C3           | Phase de groupes Huitièmes de finale |
| 2017-2018 | Superligaen | 4e          | Quatrième tour    | -                 | -         | C1 C3           | Barrages Q Seizièmes de finale       |
| 2018-2019 | Superligaen | 1er         | Quatrième tour    | -                 | -         | C3              | Phase de groupes                     |
| 2019-2020 | Superligaen | 2e          | Quarts de finale  | -                 | -         | C1 C3           | Troisième tour Q Quarts de finale    |
| 2020-2021 | Superligaen | 3e          | Quatrième tour    | -                 | -         | C3              | Barrages Q                           |
| 2021-2022 | Superligaen | 1er         | Troisième tour    | -                 | -         | C4              | Huitièmes de finale                  |
| 2022-2023 | Superligaen | 1er         | Vainqueur         | -                 | -         | C1              | Phase de groupes                     |
| 2023-2024 | Superligaen | 3e          | Quarts de finale  | -                 | -         | C1              | Huitièmes de finale                  |
| 2024-2025 | Superligaen | 1er         | Vainqueur         | -                 | -         | C4              | Huitièmes de finale                  |

### Bilan européen
| Compétition              | P  | M   | V   | N  | D  | BP  | BC  | Diff. |
| ------------------------ | -- | --- | --- | -- | -- | --- | --- | ----- |
| Ligue des champions (C1) | 17 | 108 | 43  | 28 | 37 | 149 | 134 | +15   |
| Coupe des coupes (C2)    | 3  | 12  | 6   | 3  | 3  | 25  | 13  | +12   |
| Ligue Europa (C3)        | 18 | 116 | 44  | 32 | 40 | 149 | 128 | +21   |
| Ligue Conférence (C4)    | 2  | 30  | 17  | 5  | 8  | 65  | 36  | +29   |
| Coupe Intertoto          | 2  | 6   | 3   | 2  | 1  | 8   | 7   | +1    |
| Total                    | 42 | 272 | 113 | 71 | 89 | 396 | 318 | +78   |

## Joueurs et personnalités du club

### Entraîneurs
Le tableau suivant présente la liste des entraîneurs du club depuis 1992.
| Rang | Nom             | Période               |
| ---- | --------------- | --------------------- |
| 1    | Benny Johansen  | juil. 1992-juin 1994  |
| 2    | Keld Kristensen | juil. 1994-sept. 1994 |
| 3    | Benny Johansen  | sept. 1994-juin 1995  |
| 4    | Michael Schäfer | juil. 1995-juin 1996  |
| 5    | Kim Brink       | juil. 1996-juin 1997  |
| 6    | Kent Karlsson   | juil. 1997-sept. 1998 |

| Rang | Nom                                 | Période              |
| ---- | ----------------------------------- | -------------------- |
| 7    | Kim Brink (intérim)                 | sept. 1998-déc. 1998 |
| 8    | Christian Andersen                  | janv. 1999-mars 1999 |
| 9    | Kim Brink                           | mars 1999-juin 2000  |
| 10   | Roy Hodgson                         | juil. 2000-juin 2001 |
| 11   | Kent Karlsson                       | juil. 2001-août 2001 |
| 12   | Niels-Christian Holmstrøm (intérim) | août 2001-sept. 2001 |

| Rang | Nom               | Période              |
| ---- | ----------------- | -------------------- |
| 13   | Hans Backe        | sept. 2001-déc. 2005 |
| 14   | Ståle Solbakken   | janv. 2006-mai 2011  |
| 15   | Roland Nilsson    | juin 2011-janv. 2012 |
| 16   | Carsten V. Jensen | janv. 2012-mai 2012  |
| 17   | Ariël Jacobs      | juin 2012-août 2013  |
| 18   | Ståle Solbakken   | août 2013-           |

### Effectif professionnel actuel
En grisé, les sélections de joueurs internationaux chez les jeunes mais n'ayant jamais été appelés aux échelons supérieurs une fois l'âge-limite dépassé ou les joueurs ayant pris leur retraite internationale.

### Joueurs emblématiques

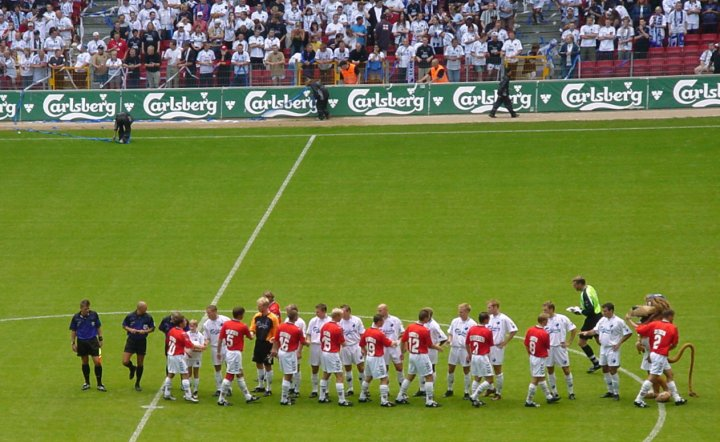
Le FCK face au Vejle BK

Mis à jour le 30 mai 2025. Les joueurs en gras jouent encore pour le club.
| #  | Joueur                  | Matchs |
| -- | ----------------------- | ------ |
| 1  | William Kvist           | 393    |
| 2  | Rasmus Falk             | 339    |
| 3  | Hjalte Nørregaard       | 320    |
| 4  | Mathias Zanka           | 303    |
| 5  | Peter Ankersen          | 286    |
| 6  | Michael Mio-Nielsen     | 284    |
| 7  | Thomas Delaney          | 283    |
| 8  | Pierre Bengtsson        | 276    |
| 9  | Lars Jacobsen           | 263    |
| 10 | Christian Lønstrup (en) | 253    |
| 11 | Andreas Cornelius       | 244    |
| 12 | Diego Tur (en)          | 225    |
| 13 | César Santin            | 220    |
| 13 | Thomas Kristensen       | 220    |

- Jesper Christiansen
- Thomas Delaney
- Bjarne Goldbæk
- Michael Gravgaard
- Jesper Grønkjær
- Lars Jacobsen
- Niclas Jensen
- Nicolai Jørgensen
- Thomas Kristensen
- Brian Laudrup
- Jacob Laursen
- Michael Manniche
- Michael Mio-Nielsen
- Peter Møller
- Peter Nielsen
- Morten Nordstrand
- Christian Poulsen
- Michael Silberbauer
- Bo Svensson
- Todi Jónsson
- Rúrik Gíslason
- Sölvi Ottesen
- Ragnar Sigurðsson
- Brede Hangeland
- Erik Mykland
- Ståle Solbakken
- Marcus Allbäck
- Pierre Bengtsson
- Tobias Linderoth
- Olof Mellberg
- Oscar Wendt
- Johan Wiland
- Igor Vetokele
- Atiba Hutchinson
- Christian Bolaños
- Antti Niemi
- Daniel Amartey
- Zeca
- Zdeněk Pospěch
- Libor Sionko
- Dame N'Doye
- Sibusiso Zuma
- Aílton José Almeida
- Álvaro Santos
- César Santin
- Claudemir

## Infrastructures et aspects économiques

### La stratégie de diversification
Depuis quelques années, l'entreprise Parken Sport & Entertainment, qui possède le FC Copenhague, a entrepris de diversifier ses activités de façon radicale. Le FC Copenhague a d'abord pris le nom du stade ultramoderne Parken qu'il a acheté. Le club est introduit en Bourse depuis 1997. Afin de moins dépendre des résultats sportifs de son équipe professionnelle, Parken a pris des parts dans une société de billetterie, une société de productions, des clubs de fitness. Il a même acheté un club de handball professionnel, le FC Copenhague Handball.
En 2017, le FC Copenhague se lance dans l'esport, en compagnie de Nordisk Film, avec l'équipe North. La structure disparaitra quelques années plus tard pour des raisons économiques liées à la pandémie de Covid-19.